# Cesare Pasini
Cesare Pasini  (* 3. Februar 1950 in Mailand) ist ein italienischer  Geistlicher, Handschriftenforscher und Bibliothekar. Von 2007 bis 2023 war er Präfekt der Vatikanischen Bibliothek.

## Leben
Nach der Priesterweihe 1974 studierte er von 1974 bis 1977 am Pontificio Istituto Orientale a Roma; 1979 wurde in Scienze Ecclesiastiche Orientali promoviert. Von 1978 bis 1989 unterrichtete er Patrologie am Priesterseminar in Saronno. Seit 1986 gehörte er zum wissenschaftlichen Mitarbeiterstab der Biblioteca Ambrosiana (Collegio dei Dottori), im November 1995 wurde er zum Vizepräfekten der Bibliothek ernannt. Seit dem 24. April 2003 war er außerdem Direktor der Accademia di Sant'Ambrogio. Am 25. Juni 2007 wurde er von  Benedikt XVI. 2007 zum Präfekten der Biblioteca Vaticana ernannt. Seit 2010 ist er Korrespondierendes Mitglied der Zentraldirektion der Monumenta Germaniae Historica.
Am 13. Februar 2023 wurde Mauro Mantovani von Papst Franziskus in Nachfolge von Cesare Pasini zum Präfekten der Vatikanischen Apostolischen Bibliothek (VAB) bestellt.
Pasinis Spezialgebiete sind die griechische Paläographie und Hagiographie. 

## Veröffentlichungen (Auswahl)
- Vita di S. Filippo d’Agira attribuita al monaco Eusebio. Introduzione, edizione critica, traduzione e note, Roma, Pontificium Institutum Orientalium Studiorum 1981 (Orientalia Christiana Analecta, 214)
- Le fonti greche su sant’Ambrogio, Milano – Roma, Biblioteca Ambrosiana, Città Nuova Editrice 1990 (Tutte le opere di sant’Ambrogio. Sussidi, 24/1) ISBN 88-311-9184-5
- Manoscritti e frammenti greci dell’Ambrosiana. Integrazioni al catalogo di Emidio Martini e Domenico Bassi, Roma, Università di Roma «La Sapienza» 1997 (Testi e studi bizantino-neoellenici, 9)
- Inventario agiografico dei manoscritti greci dell’Ambrosiana, Bruxelles, Société des Bollandistes 2003 (Subsidia Hagiographica, 84)
- Bibliografia dei manoscritti greci dell’Ambrosiana, 1857–2006, Mailand 2007, ISBN 978-88-343-1423-4.